# Berestivka, Lîpoveț
Berestivka (în ucraineană Берестівка) este un sat în comuna Lukașivka din raionul Lîpoveț, regiunea Vinnița, Ucraina.

## Demografie
Componența lingvistică a localității Berestivka
     Ucraineană (97,53%)
     Rusă (1,57%)
     Alte limbi (0,89%)
Conform recensământului din 2001, majoritatea populației localității Berestivka era vorbitoare de ucraineană (97,53%), existând în minoritate și vorbitori de rusă (1,57%).